# Alcazar (vesting)
Een alcazar, uit het Arabisch al-Qasr, is een kasteel of paleis op het Iberisch Schiereiland (ook bekend als al-Andalus) gebouwd tijdens de islamitische heerschappij tussen de 8e en 15e eeuw. Ze fungeerden als huizen en regionale hoofdsteden voor regeringsfiguren in het hele Omajjaden-kalifaat en later voor christelijke heersers na de Spaanse Reconquista. De term alcazar wordt ook gebruikt voor veel middeleeuwse kastelen die door christenen zijn gebouwd op eerdere Romeinse, Visigotische of islamitische vestingwerken en wordt vaak gebruikt als synoniem voor castillo of kasteel.

## Terminologie
Het Spaanse woord alcázar (uitgesproken als [alˈkaθaɾ]) is afgeleid van het Arabische woord القصر al-qaṣr "het fort, kasteel of paleis", dat op zijn beurt is afgeleid van het Latijnse woord Castrum ("fort", "militair kamp").
Soortgelijke woorden bestaan in het Galicisch (alcázar, uitgesproken als [alˈkaθɐɾ] ), Portugees ( alcácer, uitgesproken als [ɐɫˈkasɛɾ] ) en Catalaans (alcàsser, uitgesproken als [əlˈkasəɾ]).
Spanje heeft ook islamitische burchten die bekend staan als kasba (القصبة al-qasbah). Niet alle kastelen in Spanje heten echter alcazar: de meeste worden castillo genoemd in het Spaans of castell in het Catalaans. Ook werd niet elke alcazar of kasba in Iberië gebouwd door de moslims: veel kastelen met deze namen werden gebouwd nadat het islamitische kalifaat van het Iberisch Schiereiland was verdreven. In navolging van de Spaanse Reconquista bouwden of renoveerden christelijke beschermheren paleizen om te lijken op de islamitische stijl, bekend als Mudéjar.
Vaak worden alcazars beschreven als 'Moors', een term die door Europeanen wordt gebruikt om te verwijzen naar aanhangers van het islamitische geloof. Hoewel 'Moors' al eeuwenlang wordt gebruikt om naar Spaanse moslims te verwijzen, wordt de discussie over 'Moorsheid' tegenwoordig vaak met zorg benaderd. De term is historisch geradicaliseerd in Spanje om de Ander aan te duiden en de moslimbevolking te exotiseren. Moderne taal gebruikt de termen islamitisch, moslim en Andalusisch in plaats van Moors, maar het is de moeite waard om de historische context te verduidelijken.

## Geschiedenis
Alcazars waren eigendom van islamitische en later christelijke heersers van al-Andalus, de gebouwen symboliseerden de macht en rijkdom van de heerser over de regio. In de loop van de tijd zijn de verschillende culturele invloeden van de gebouwen samengesmolten, waardoor het alcazar werd gemarkeerd als een overdracht tussen islamitische, christelijke en joodse culturen.

### Oorsprong
Alcazars werd voor het eerst gebouwd onder de Omajjaden-dynastie. Het was na de verovering van het Visigotische koninkrijk toen de Omajjaden hun architectuur begonnen uit te breiden om een verfijnd islamitisch rijk te creëren. Na de verovering in 717 vestigden de Omajjaden- kaliefen hun hoofdstad in Córdoba, Spanje, en transformeerden het voormalige Visigotische paleis in het Alcázar van de kaliefen.

### Omajjaden-dynastie (711-1010)
De heerschappij van de Omajjaden-dynastie in Arabië eindigde met de opkomst van het Abbasidische kalifaat in de tweede helft van de 8e eeuw. Umayyad kalief Abd al-Rahman: "Ik ontvluchtte het Midden-Oosten, reisde vijf jaar naar het westen voordat ik me uiteindelijk vestigde in wat bekend zou worden als Al-Andalus na de islamitische verovering van Iberië in 711". Hij en zijn nakomelingen bouwden paleizen voor heersers en Andalusische elites.
- Madinat al-Zahra is ontworpen door Umayyad-kalief Abd al-Rahman III en gebouwd onder toezicht van zijn zoon, Al-Hakam II.[4] Het was de eerste Umayyad-paleisstad in Spanje na de vlucht van de dynastie voor de Abbasiden in Irak. Opgericht in 936, wedijverde de paleisstad met haar tegenhangers in Bagdad.[5]

### Reconquista(897-1492)

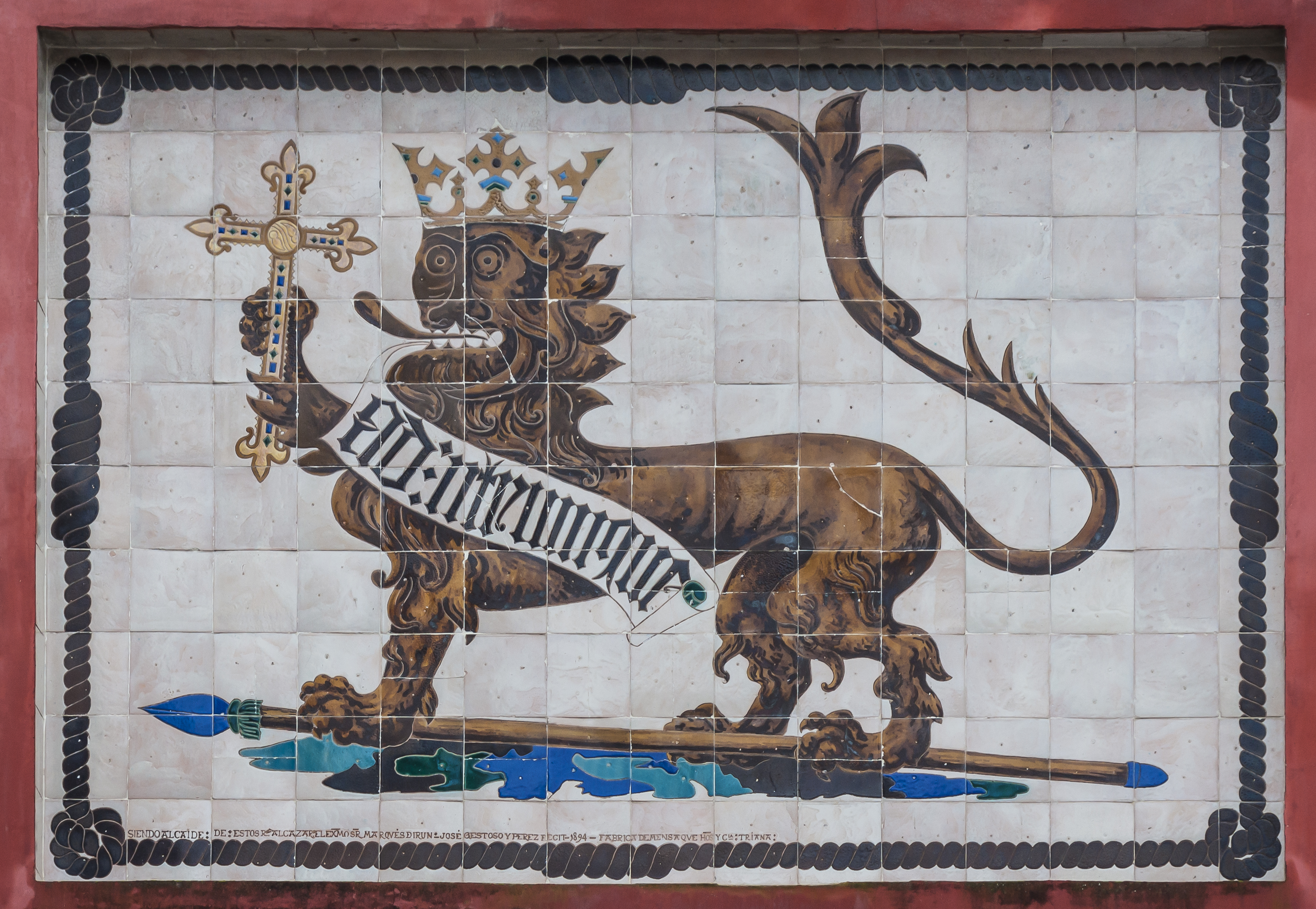
Europese en christelijke iconografie op azulejo in het Alcázar van Sevilla

Niet lang nadat het islamitische rijk in de 8e eeuw de Pyreneeën bereikte, begonnen christelijke troepen aan hun herovering van Spanje. Beginnend met de verovering van Barcelona in 801 en eindigend met Granada in 1492, begonnen christelijke heersers aan de 700 jaar durende overgang van een islamitisch naar een christelijk Spanje. Veel van de door Arabische heersers gebouwde architectuur in islamitische stijl werd veranderd onder christelijke heerschappij.
- Na de verovering van Córdoba in 1236 breidde Ferdinand III zijn verwoestende campagne verder uit en bereikte Sevilla een paar jaar later. Het beleg van Sevilla duurde zestien maanden en eindigde toen christelijke troepen de moslims over land en over zee isoleerden en hen dwongen zich over te geven. Het islamitische Sevilla capituleerde op 23 november 1248, waarbij Castiliaanse troepen onmiddellijk het Alcázar van Sevilla bezetten.
- De christelijke koning van Castilië en León, koning Peter I, begon Mudéjar -ambachtslieden te laten bouwen op de alcazars in heel Andalusië. De meest opvallende toevoegingen zijn te zien in het Alcázar van Sevilla, waar de decoratieve islamitische stijl werd voortgezet, met Arabische inscripties ter ere van koning "Sultan" Don Pedro en Allah.

### Nasrid-dynastie(1184-1492)

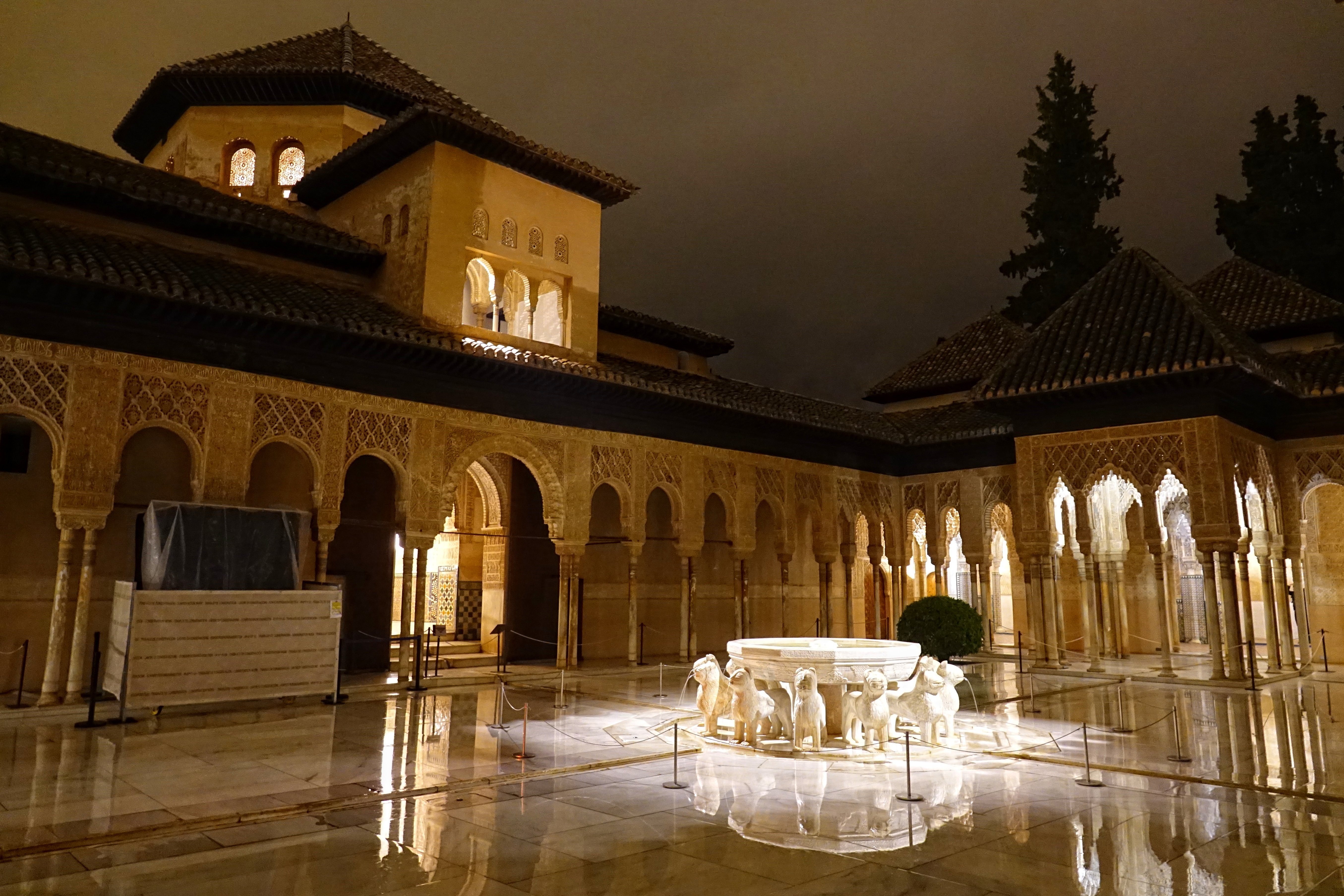
Hof van de Leeuwen in het hart van het Alhambra, 's nachts.

De Nasriden waren de laatste heersende islamitische dynastie in Iberië voordat ze in 1492 ten prooi vielen aan de Reconquista. Ze staan erom bekend dat ze jarenlang een moslimbolwerk in Zuid-Spanje hebben behouden, ondanks de op handen zijnde Spaanse monarchie in het noorden. Misschien wel hun grootste architectonische prestatie is het Alhambra in Granada.
- Het Alhambra, vertaald naar "de rode" in het Engels, is een grote versterkte paleisstad gebouwd door de Nasrid-dynastie om als koninklijke residentie te functioneren. Het staat bekend om het gebruik van islamitische esthetiek in de architectuur, samen met religieuze inscripties. Het Alhambra bevat verschillende paleizen en tuinen van waaruit Nasrid sultans zaken deden en hun dagelijks leven leidden.

### PostReconquista(1492-heden)
Terwijl een meerderheid van de moslimbevolking uit Spanje werd verdreven na de Reconquista, bleven er enkele Mudéjars over, die in de 16e eeuw doorgingen met het bouwen van hybride monumenten voor christelijke beschermheren.
- In de jaren na de christelijke herovering van Spanje onderging het Alhambra veel veranderingen in Europese stijlen en verpauperde het.

## Veelvoorkomende eigenschappen

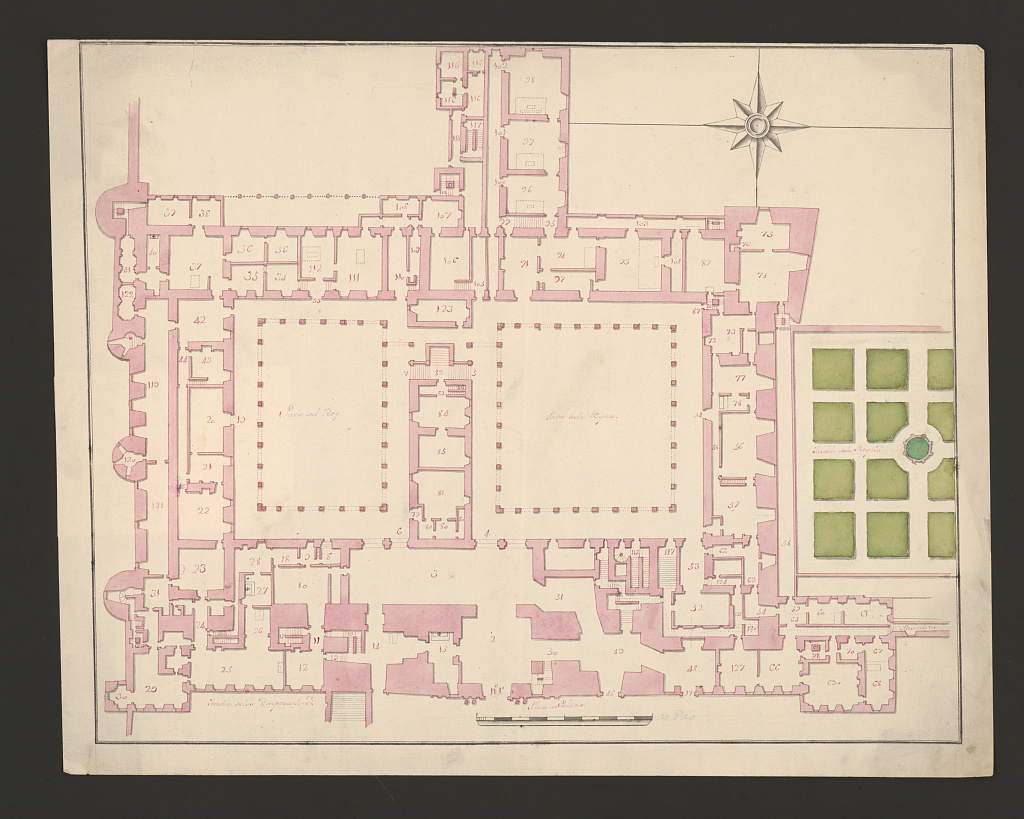
Plattegrond van de begane grond van het Koninklijk Alcázar van Madrid

De constructie die alcazars definieert, zijn de kenmerkende Iberische praktijken die terug te vinden zijn in het architectonisch ontwerp. Deze techniek is bedacht als Mudejarstijl vanwege de aanwezigheid van Morisco- en Mudéjar-ambachtslieden in zowel de islamitische als de christelijke heerschappij die grotendeels hebben bijgedragen aan en een blijvende invloed hebben gehad op de constructie van gebouwen. Kenmerken van de alcazars weerspiegelden de islamitische invloed met hun geometrische ontwerp en de naar binnen gerichte stijl die de nadruk legde op afzondering en privacy voor de bewoner. Alcazars van het Iberisch Schiereiland bestond meestal uit een complex systeem van gebouwen met meerdere paleizen, zalen en binnenplaatsen, die allemaal een specifieke functie hadden.

### Tuinen
Tuinen speelden een vitale rol in de vestiging van islamitisch Spanje en zorgden voor een ruimte van ontspanning, economische voordelen en de illusie van het paradijs voor de toeschouwer. Op de binnenplaatsen van het alcazar bevonden zich enkele van de meest grandioze tuinen in de regio, een weerspiegeling van de rijkdom van zijn heerser. De invloed van de tuinen kan vandaag de dag worden gezien, aangezien er nog steeds enkele tuinen zijn die bewaard zijn gebleven en bewonderd werden door de christelijke heersers na de islamitische heerschappij.
Binnentuinen waren de meest voorkomende vorm van de tuinbouw in de alcazars. Tuinen werden geplaatst in een systeem van onderling verbonden binnenplaatsen waar de gebouwen de ruimte volledig omsloten. De tuinen werden aan het zicht van buitenaf onttrokken, volgens islamitische architectonische praktijken van een naar binnen gericht, eenvoudig interieur dat versierde privéruimtes verhulde; alleen degenen die belangrijk genoeg waren, konden getuige zijn van de binnenplaatsen.
Basiscomponenten van de alcazar-tuinen waren onder meer: een verhoogde roosterformatie, een irrigatiesysteem met een verzamelbassin als distributiepunt, en formele looppaden en bestrating. De voortdurende invloed van islamitische technieken is te zien in de samenstelling van de tuinen die geometrische, symmetrische en vaak vierdelige opstelling zijn, bekend als een charbagh. In deze tuinen werd een scala aan struiken, bomen, groenten en bloemen gekweekt. De vruchten werden ook verhandeld, terwijl ze de tuin ook een aangename geur en esthetische schoonheid gaven. De fruitbomen in de tuinen van het Alcázar van Sevilla hebben naar verluidt nieuwe, "exotische" vruchten naar Europa gebracht, zoals citroenen, sinaasappels, abrikozen en perziken.

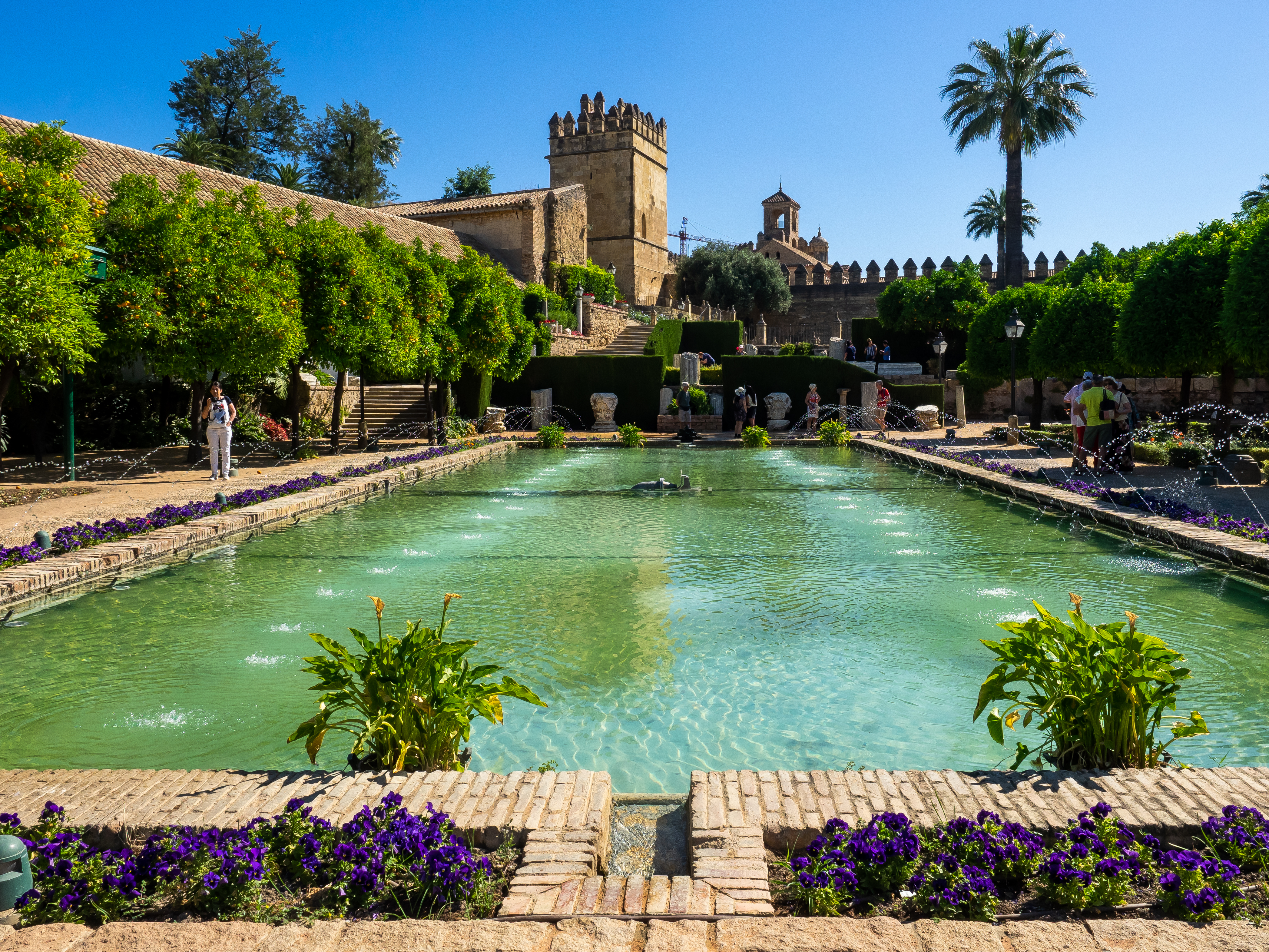
In de tuinen van het Alcázar de los Reyes Cristianos in Córdoba, Andalusië
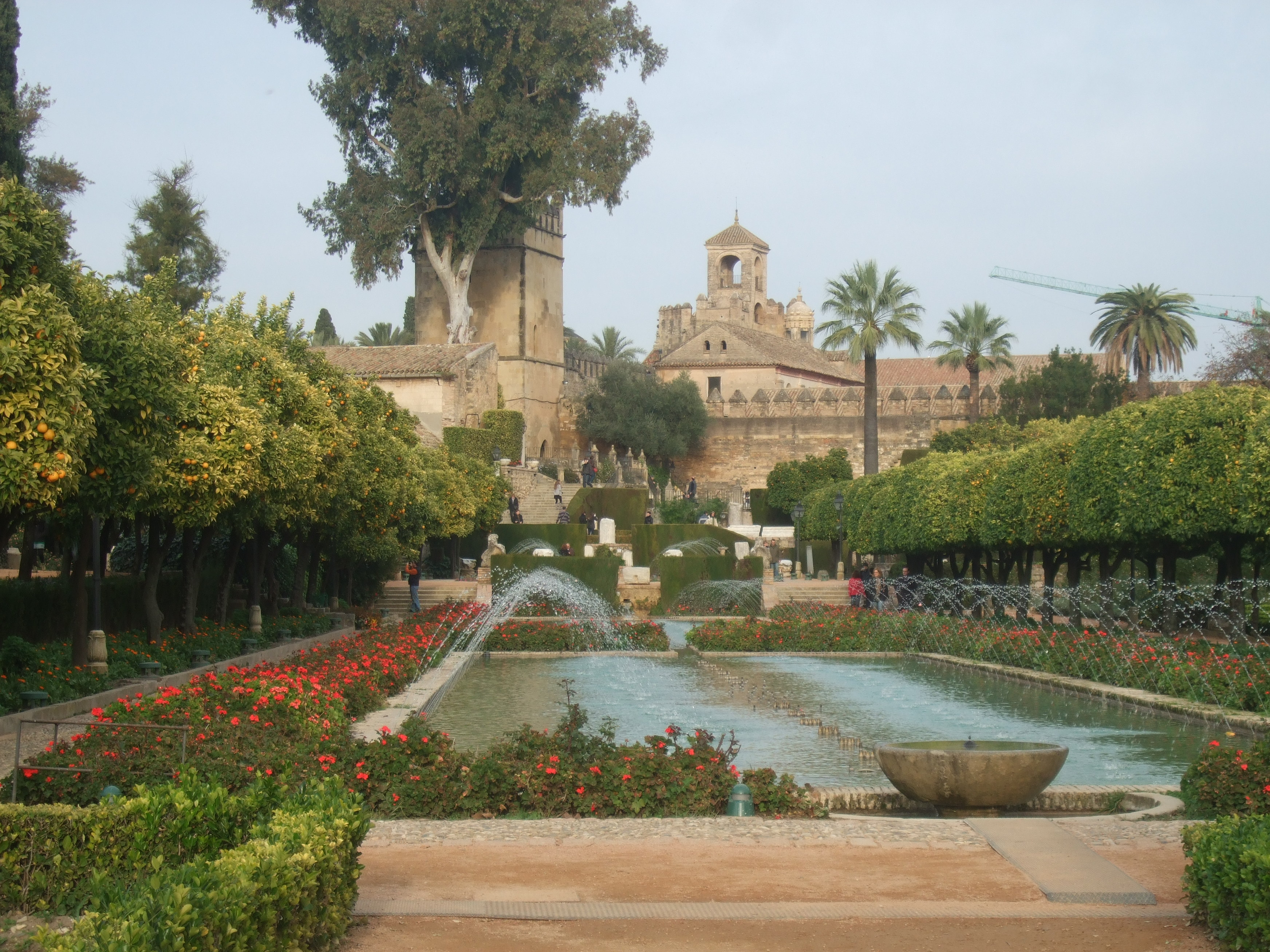
Tuin van het Alcázar de los Reyes Cristianos in Córdoba
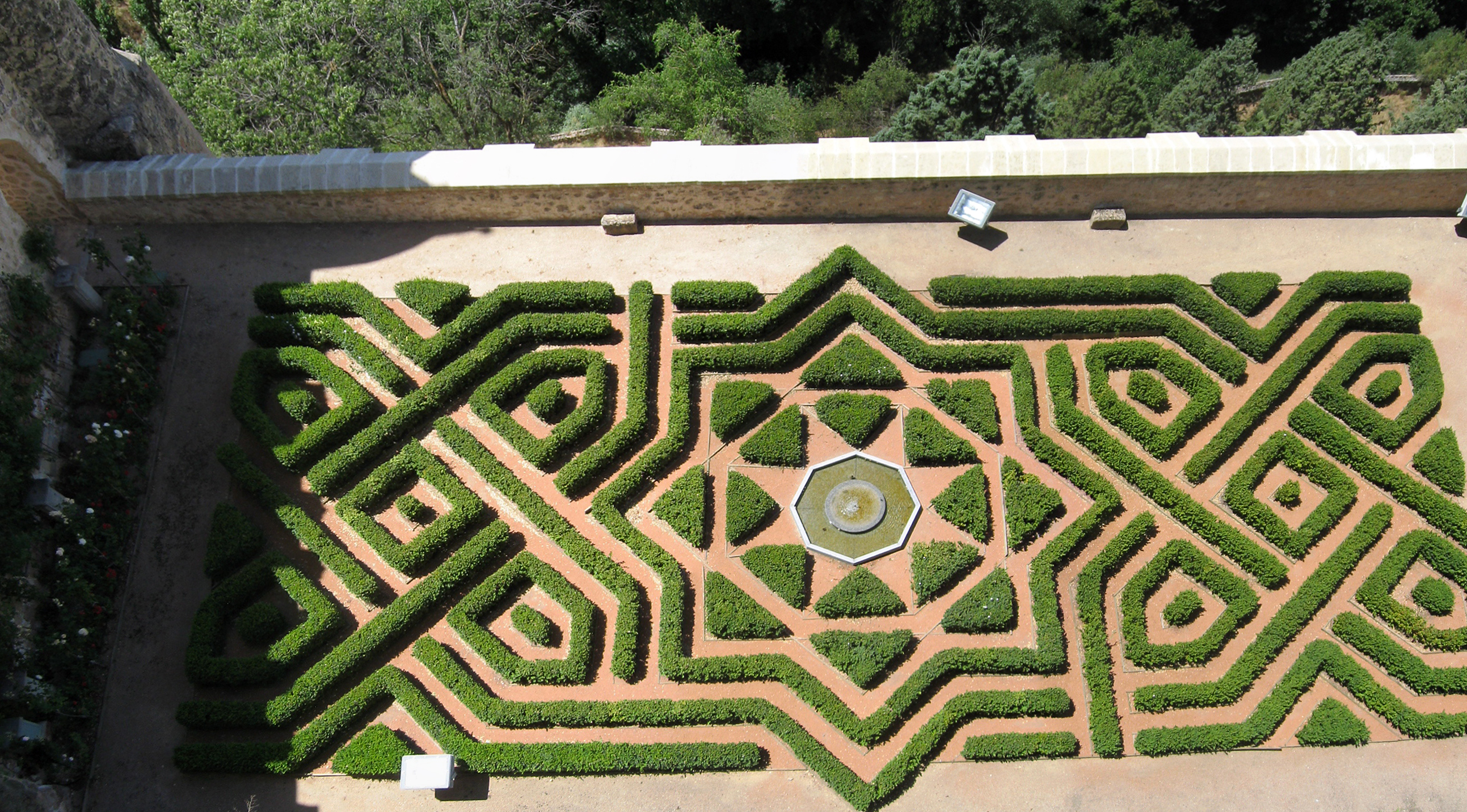
Tuin van het Alcázar van Segovia
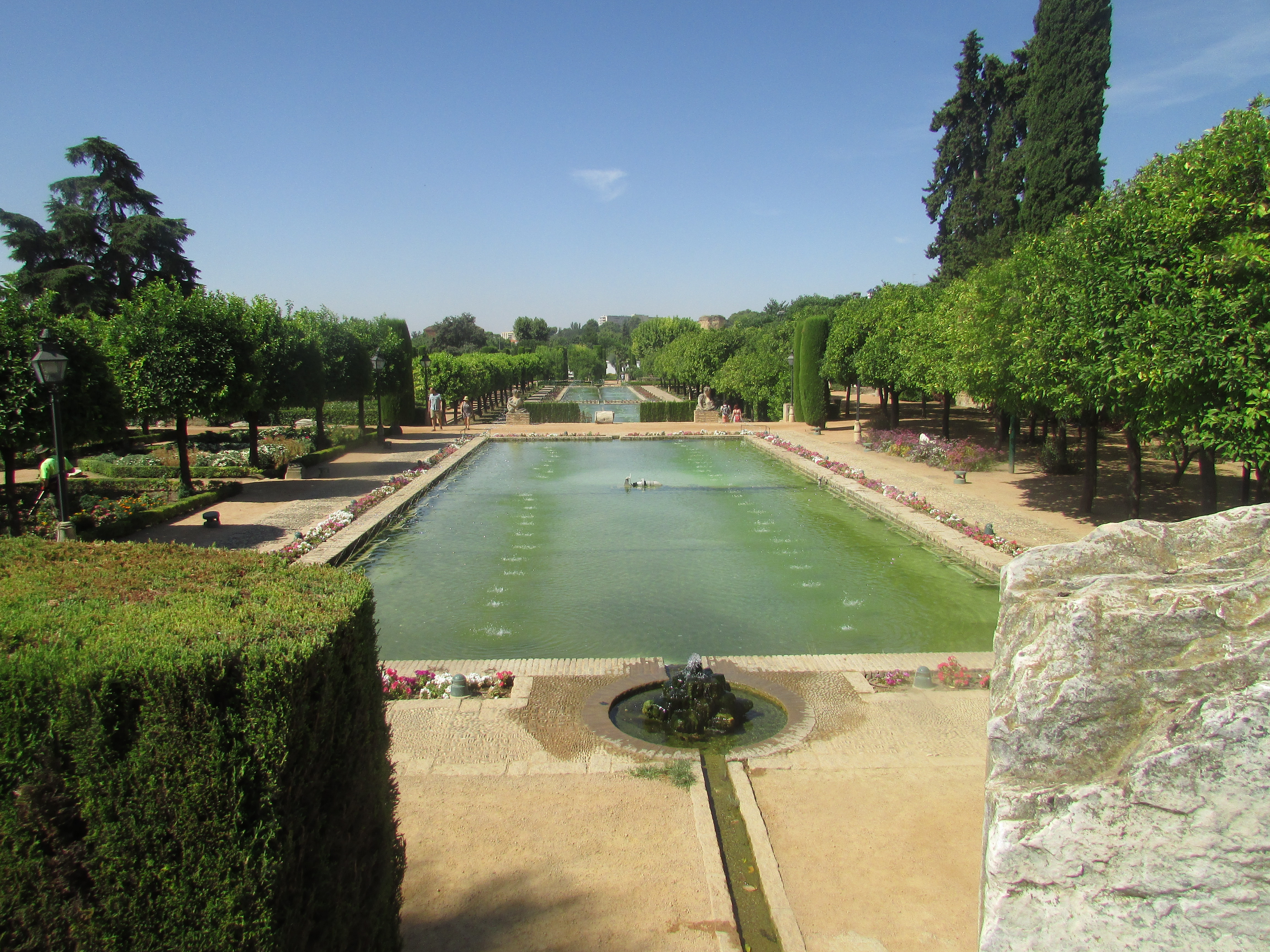
Watersysteem (lagere zwembaden en irrigatiekanaal) van het Alcázar de los Reyes Cristianos

#### Watersysteem
Constante irrigatie was nodig om de weelderige flora van de tuinen te behouden. Ingewikkelde Arabische irrigatieontwerpen werden door moslimheersers in de binnenplaatsen van de alcazars verwerkt om meerdere doelen te dienen. De systemen voorzagen de tuinen van een constante stroom van zoet water, verfriste de ruimte esthetisch en had een verkoelend effect op de binnenplaats en de omliggende gebouwen. Elk irrigatiesysteem van de alcazars had unieke elementen, die de individualiteit van de locatie bepaalden. Deze technieken varieerden van stille poelen, stromende kanalen en fonteinen, en werden geïmplementeerd om een visuele en architecturale link van buiten- naar binnenruimtes te bereiken.
- Het Comares-paleis van het Alhambra gebruikt een groot zwembad in het midden van de binnenplaats als zowel een functionerend irrigatiesysteem als een artistiek schouwspel. Struiken flankeerden de zijkanten van het zwembad en hadden daarom toegang tot water en het zwembad weerspiegelt de twee portieken van de omliggende gebouwen, waardoor de kijker een interessante illusie krijgt.
- De binnenplaatsen van het Alcazar van Sevilla hebben een irrigatietank met bloembedden aan elke kant, samen met aquaducten die diep verzonken bloembedden van elkaar scheiden. De bloembedden zijn gerangschikt in een geometrisch patroon met kanalen die water leveren vanuit een centraal bassin.

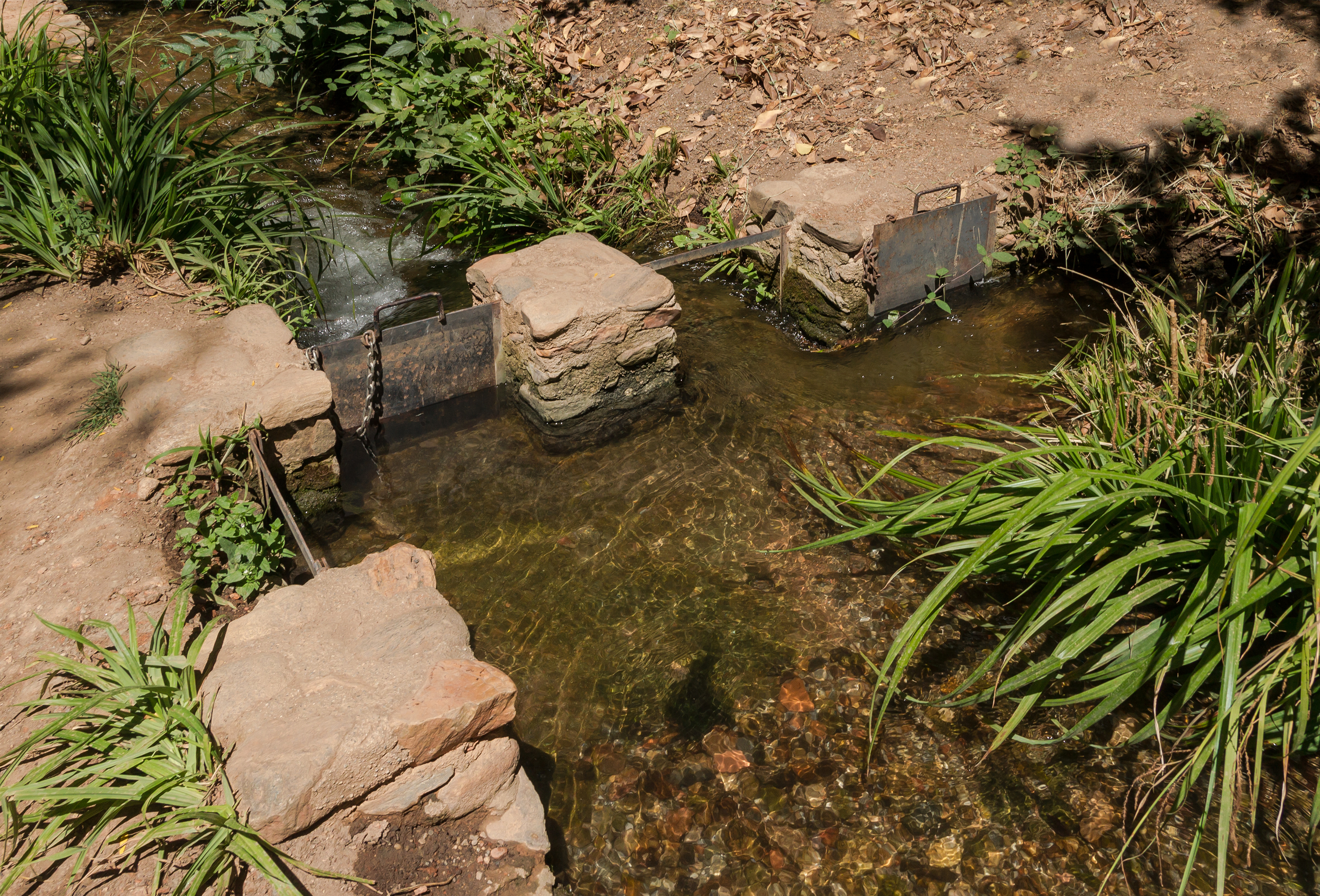
Het irrigatiesysteem van het Alhambra; bron van bronwater gebruikt in de tuinen

Sinds de Omajjaden-dynastie worden vaak monumentale inscripties met religieuze of burgerlijke doeleinden weergegeven op de ingangen en gevels van de Iberische architectuur. In zowel door moslims gebouwde als christelijke mudéjar-paleizen in Spanje komen inscripties veel voor in het ontwerp van het paleis. Een voorbeeld is het Alhambra in Granada, waar overal Arabische inscripties op de paleismuren aanwezig zijn. Sommige van deze inscripties omvatten fragmenten uit de Koran, poëzie geschreven door Ibn al-Khatib en Ibn Zamrak, en het motto van de Nasrid-dynastie. Een steeds terugkerend gezegde is ook overal aanwezig, ولا غالب إلا الله of "er is geen overwinnaar dan God."
Bij het Alcázar van Sevilla verheft een mix van Arabische en Spaanse inscripties de tweetalige sfeer van de Spaanse architectuur in Mudejarstijl. De beschermheilige van de paleizen, Peter I van Castilië, was een christen die de smaak van de moslims voor schoonheid omarmde in de vorm van de islamitische decoratie, inclusief inscripties in het Arabisch.

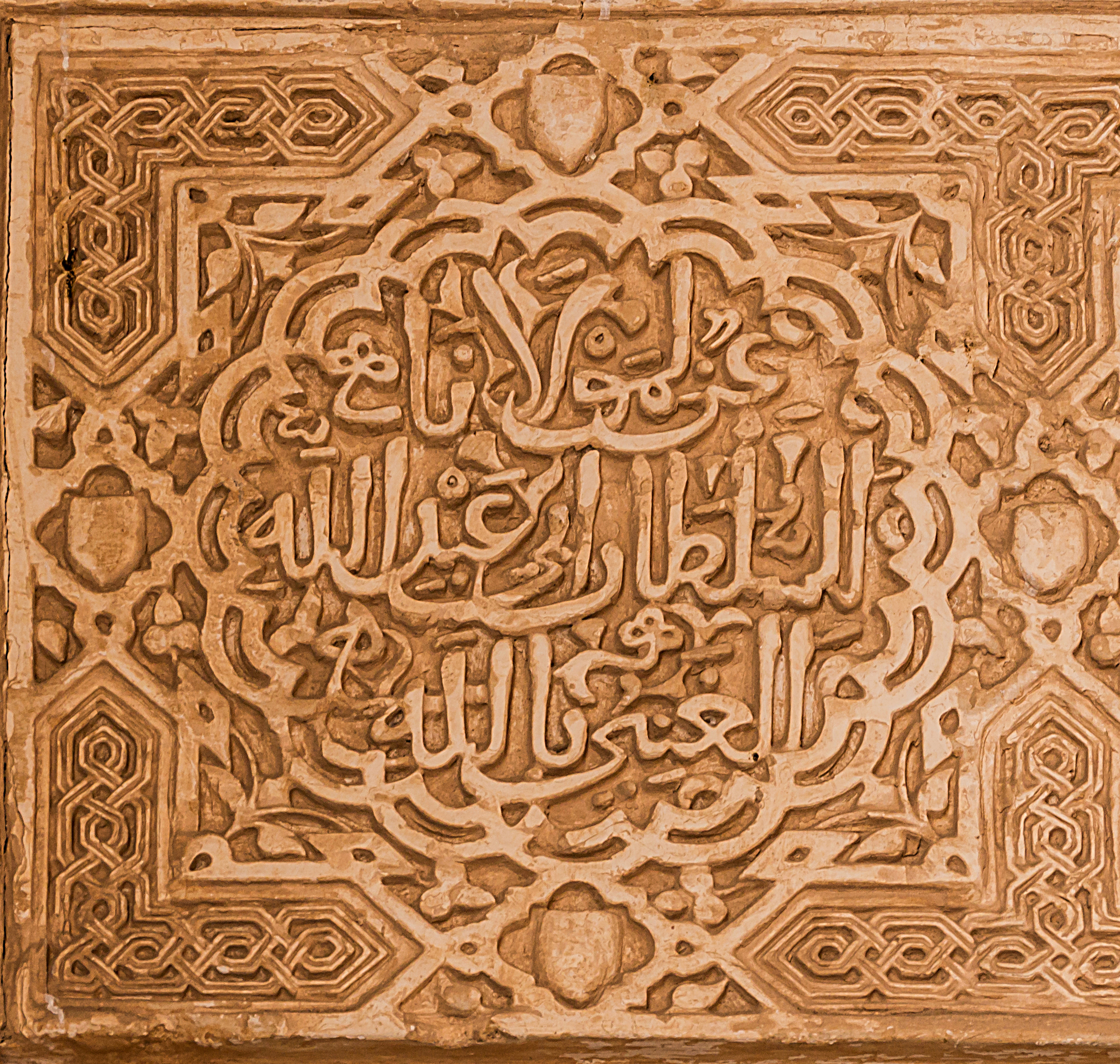
Nasrid-motto decoratief gegraveerd in de muur van het Alhambra
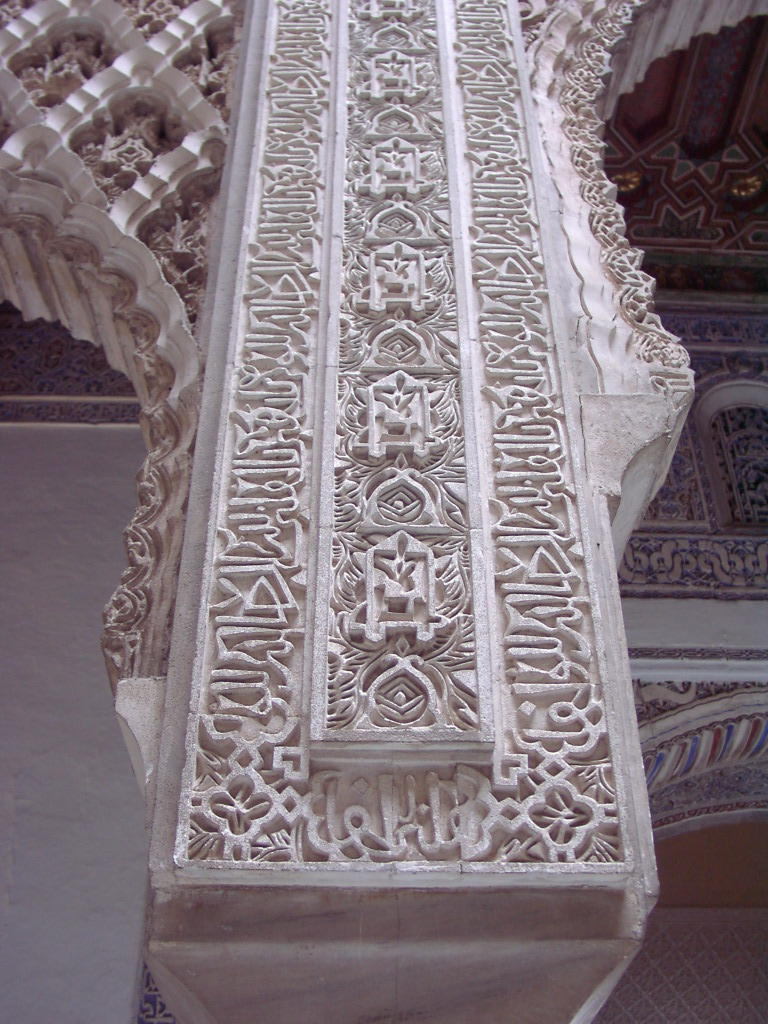
Decoratieve Arabische inscripties van het Alcázar van Sevilla
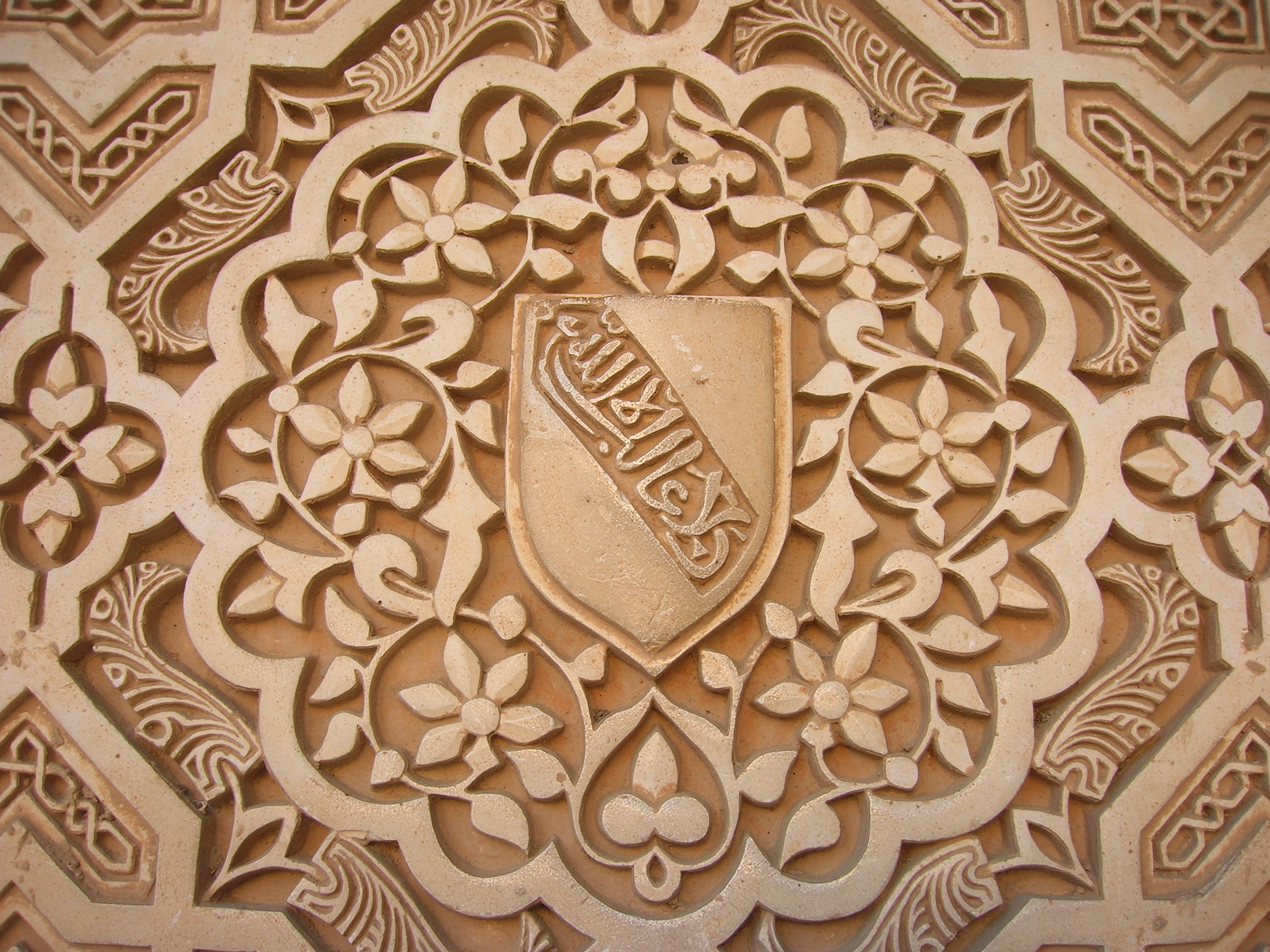
Hybride inscriptie op de muren van het Alhambra; het Arabische Nasrid-motto op het traditioneel Europese wapen.

### Triomfboog
Bogen - enkelvoudig of drievoudig, in de vorm van Romeinse triomfbogen - in de alcazars van al-Andalus werden gebruikt om de gebouwen een formeel en symbolisch karakter te geven. Ze zijn rijk aan islamitisch geïnspireerde decoratie en zijn strategisch gelegen; vaak openend naar de belangrijkste pleinen of binnenplaatsen.
- Het Alhambra bootst een triomfboog na tussen de Puerta del Vino (Wijnpoort) en de Puerta de la Justicia (Justitiepoort). Het is versierd met verschillende kleuren en versieringen, waaronder een stucwerk van het wapen van de Band van de Sultan Mohammed V van Granada (1354-1359 en 1362-1391). De bogen in het Alhambra hebben meerdere doelen, één opening naar de binnenplaatsen van het gebouw, en de andere met uitzicht naar buiten naar Granada - waar de heersers het land konden aanschouwen dat ze controleerden.
- Het Alcázar van Sevilla heeft een triomfboog bij de ingang van de Patio de la Montería, die uitkomt op de monumentale façade van het paleis. De drievoudige boog is versierd met heraldische ontwerpen.

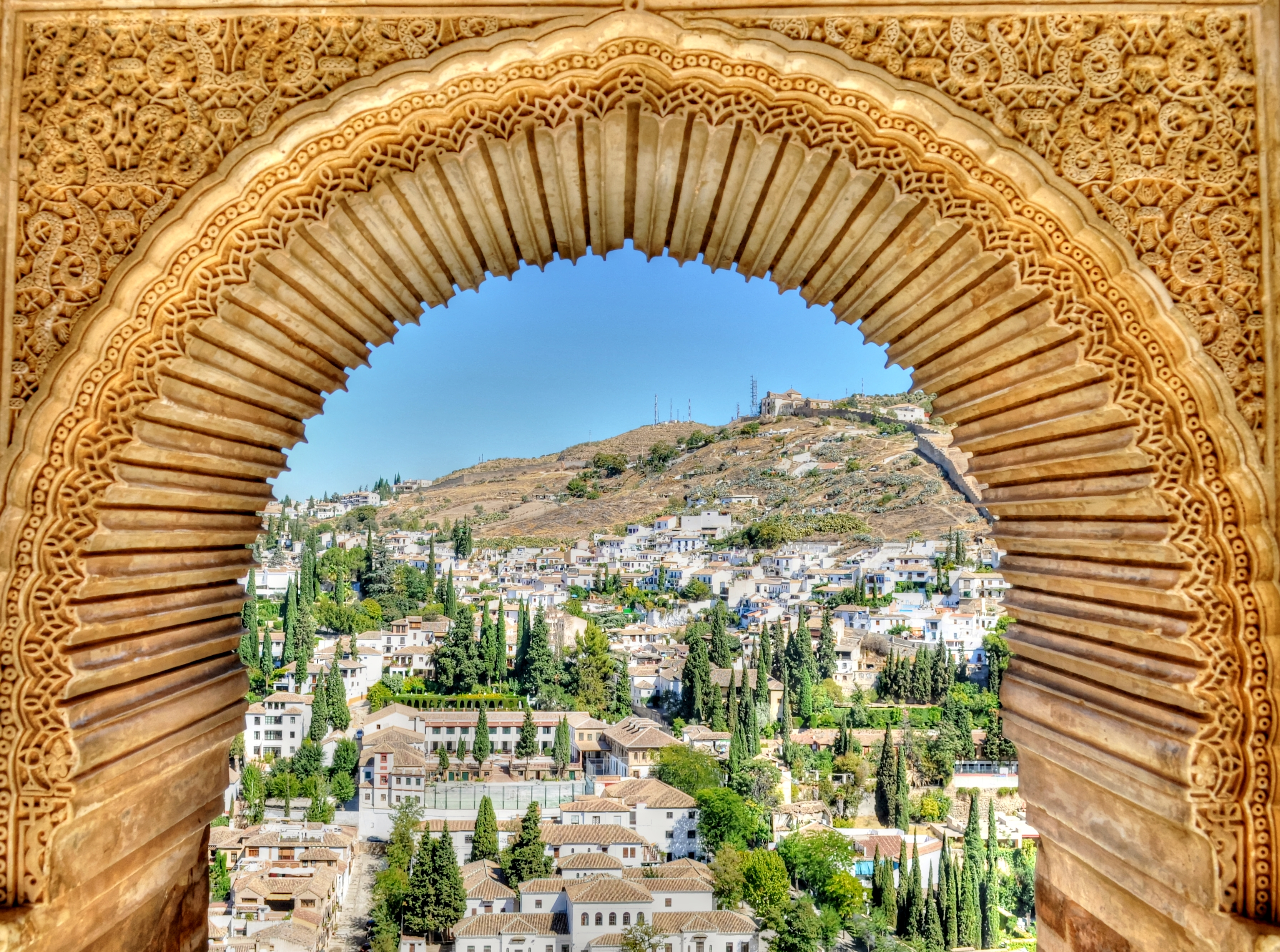
Gewelfd uitzichtpunt vanaf het Alhambra
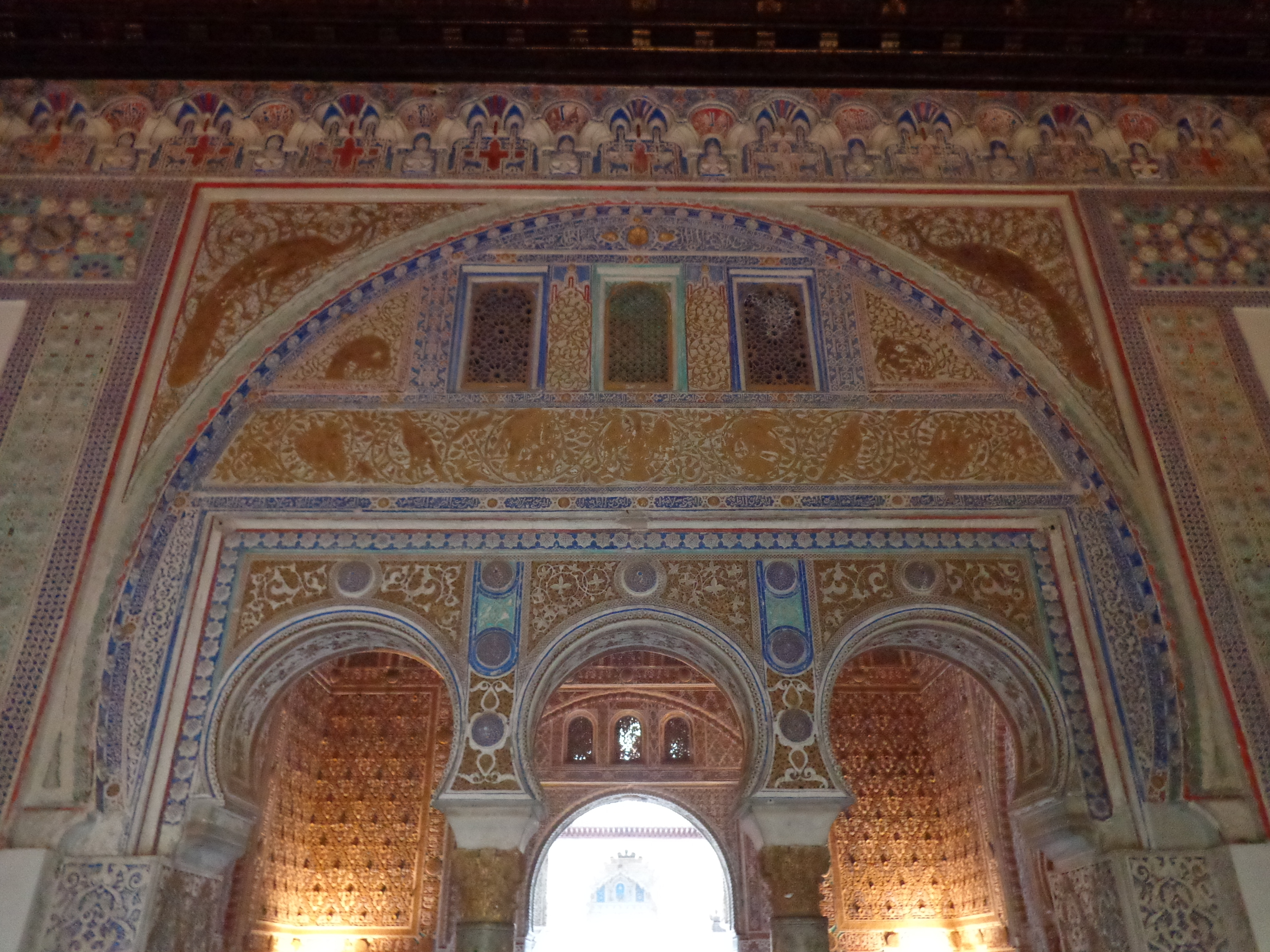
Drie boog van het Alcázar van Sevilla
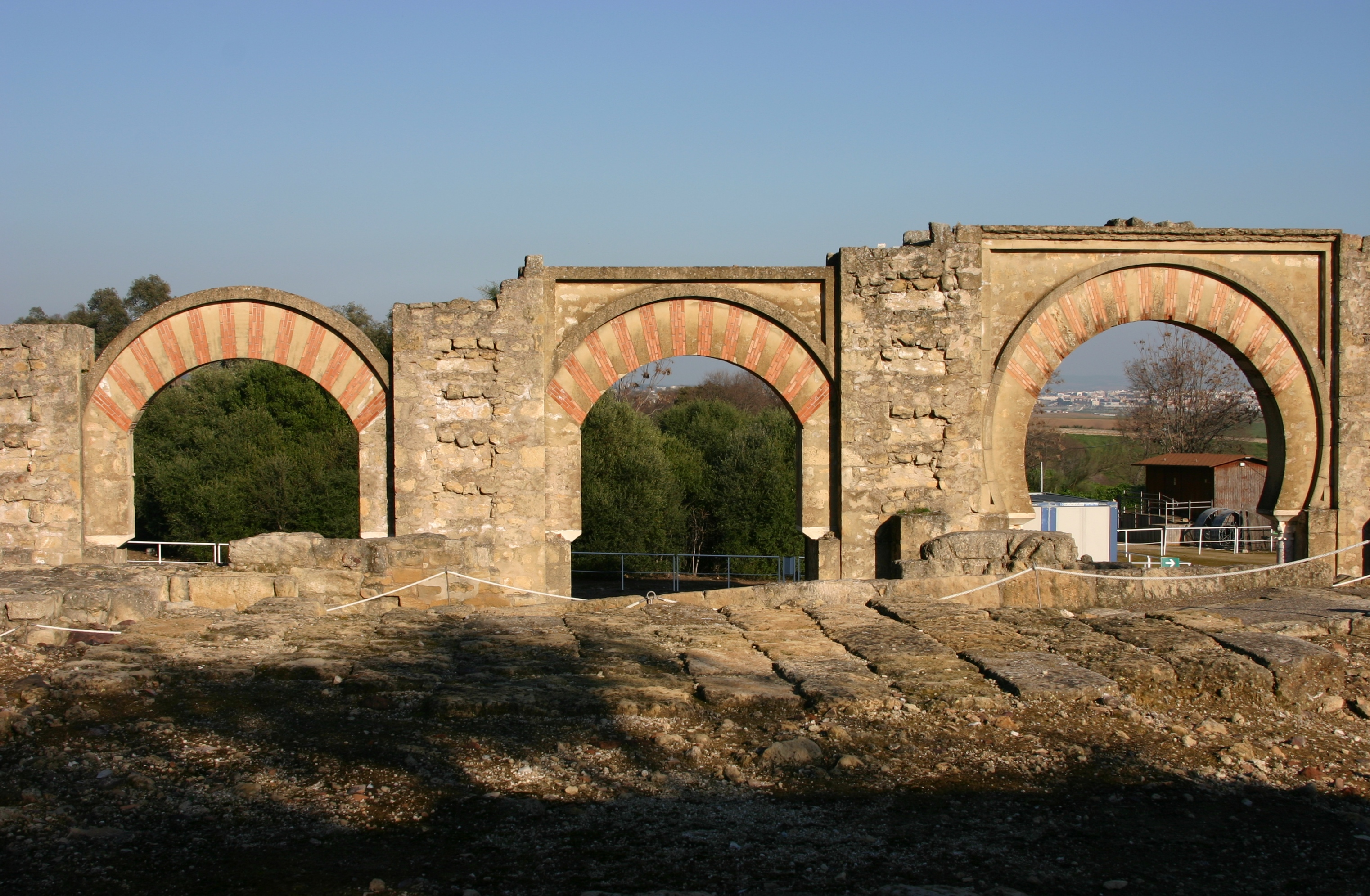
Overblijfselen van een portiekboog van de Madinat al-Zahra in Córdoba

## Bestaande Alcazars
- Alcázar de los Reyes Cristianos, ook wel "het Alcazar van Córdoba" genoemd, gelegen in Córdoba, Andalusië, is een islamitisch paleis dat na de 13e-eeuwse Reconquista van Córdoba een christelijke plaats werd. De moslims hadden een Visigotisch fort uitgebreid tot een groot terrein met tuinen en een grote bibliotheek. Dit alcazar was het zomerverblijf van koning Ferdinand II van Aragon en koningin Isabella I van Castilië, en de plaats van hun ontmoeting met Christoffel Columbus voor zijn beroemde reis naar Amerika.
- Het Alcazar van de kaliefen van Córdoba was de zetel van de regering van Al-Andalus en de residentie van de emirs en kaliefen van Córdoba sinds de komst van de moslims in de 8e eeuw tot de christelijke verovering van de stad, in 1236. Het had een totale oppervlakte van 39.000 vierkante meter.
- Alcázar van Jerez de la Frontera, was een versterkte paleisstad in Zuid-Spanje. In 1931 werd het aangewezen als een Spaanse historische site, Bien de Interés Cultural. Tegenwoordig fungeert het als een openbaar park voor de lokale bevolking in Jerez de la Frontera.

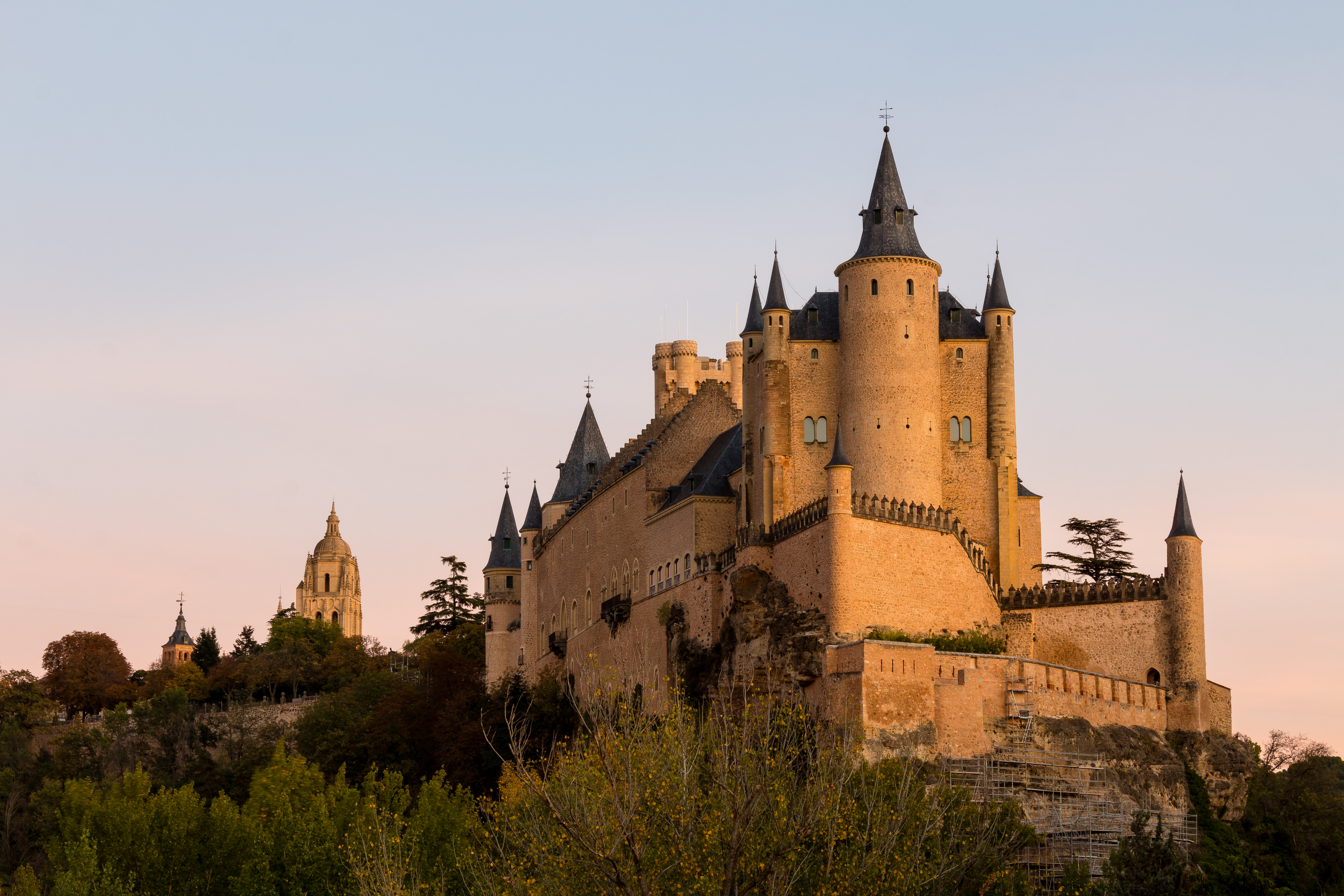
Alcázar van Segovia

- Alcázar van Segovia werd voor het eerst genoemd in de 12e eeuw, hoewel de fundamenten dateren uit de Romeinse tijd. Het is een kasteel gebouwd door de christelijke vorsten op de plaats van een islamitisch fort. Tijdens de middeleeuwen, toen in het koninkrijk Castilië, het alcazar van Segovia de favoriete residentie was van de Castiliaanse vorsten, en bijna elke opeenvolgende koning voegde nieuwe delen toe aan het gebouw, waardoor het oorspronkelijke fort werd omgevormd tot een hovelingwoning en de bouw van de kasteel tot de 16e eeuw, toen koning Filips II de kegelvormige spitsen en de leien daken toevoegde. Een brand in 1862 verwoestte een deel van de daken, maar ze werden gerestaureerd in dezelfde stijl waarin ze 300 jaar eerder waren gebouwd. In dit kasteel was er de proclamatie van Isabella I als koningin van Castilië in 1474, waarmee de Castiliaanse successieoorlog begon.
- Alcázar van Sevilla, op de plaats van het paleis van het Almohaden-kalifaat genaamd al-Muwarak, werd in de jaren 1360 gebouwd door christelijke Castiliaanse ambachtslieden in Mudejarstijl en vaak gerenoveerd. Het werd voor het eerst gebruikt door Peter I van Castilië met zijn minnares María de Padilla. De structuren en tuinen staan op de werelderfgoedlijst van UNESCO.

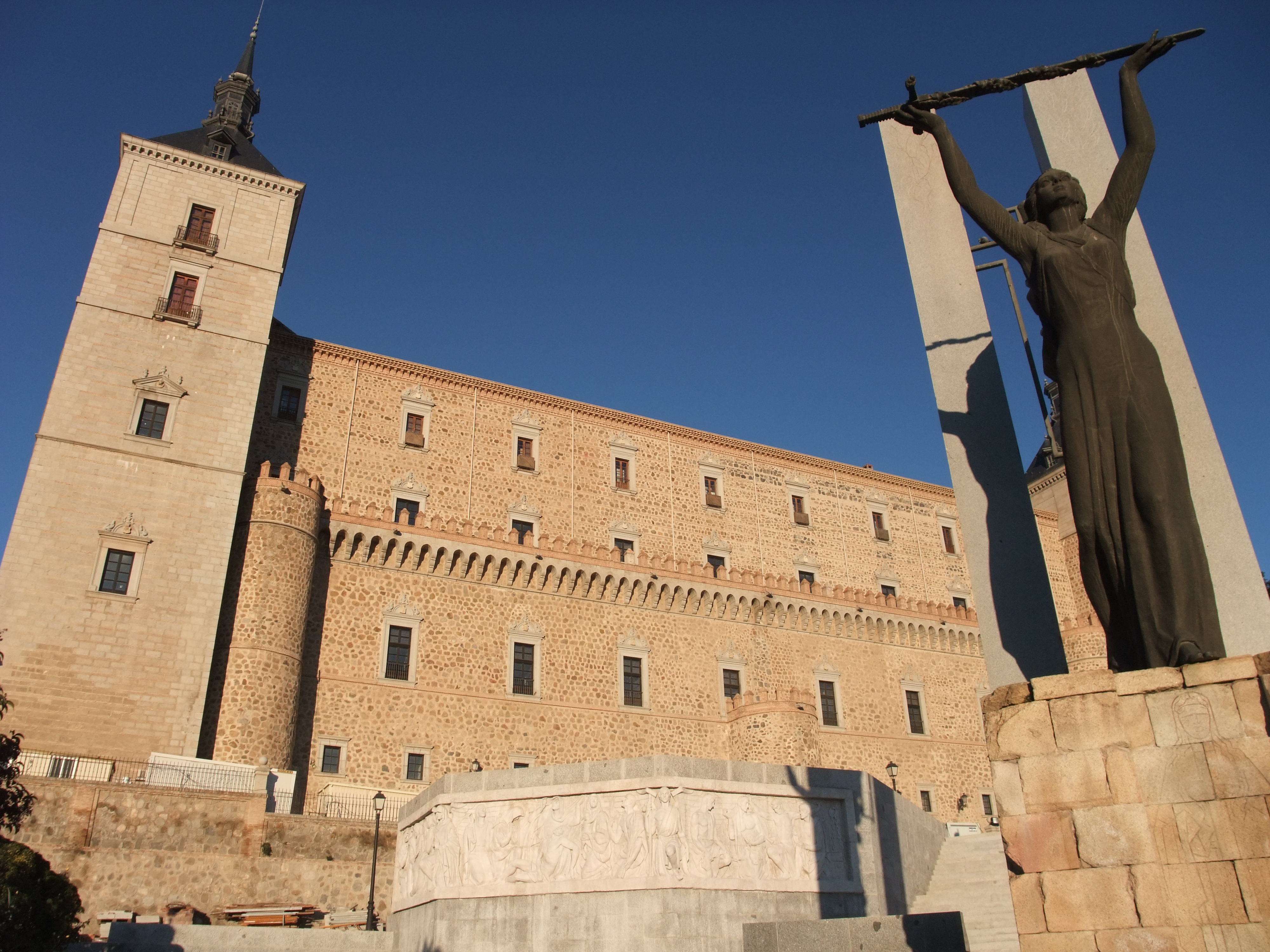
Uitzicht op het Alcázar van Toledo

- Alcázar van Toledo werd in de moderne tijd gebruikt als militaire academie. Het beleg van het Alcázar in de Spaanse Burgeroorlog verwijst naar dit kasteel, dat in handen was van de nationalistische kolonel José Moscardó Ituarte tegen de Republikeinse troepen. Republikeinse troepen namen Moscardó's 24-jarige zoon Luis gevangen en op 23 juli 1936 informeerde Moscardó dat als hij het alcazar niet binnen tien minuten zou overdragen, zijn zoon zou sterven. Toen Moscardó zich niet overgaf, werd Luis vermoord, niet onmiddellijk maar een maand later, op 23 augustus.
- Het Alhambra in Granada, een paleis en een complex fort. Het was het laatste moslimbolwerk in Al-Andalus voordat het na de Reconquista als koninklijk christelijk paleis functioneerde. Tegenwoordig dient het als een van de meest populaire toeristische trekpleisters van Spanje.

### Verdwenen alcazars
- Kasteel van Burgos werd oorspronkelijk gebouwd door moslims in Spanje, maar werd bekend als een koninklijke residentie die vaak werd gebruikt door de koningen van Castilië. Het verloor zijn waarde nadat het Huis Habsburg het paleis verwierf en na de gedeeltelijke vernietiging door Franse troepen in 1813. Burgers probeerden het paleis aan het einde van de 20e eeuw gedeeltelijk te restaureren, het herbergt nu een museum waar bezoekers de resterende delen van het kasteelterrein kunnen bekijken.
- Het Koninklijk Alcazar van Madrid was een paleis gebouwd door keizer Karel V (herbouwd door zijn zoon, Filips II ) en was de belangrijkste koninklijke residentie in Madrid totdat het Buen Retiro-paleis het gedeeltelijk verving in de 17e eeuw. Het werd in 1734 door brand verwoest en op deze plek werd het huidige Koninklijk Paleis van Madrid gebouwd.
- Het kasteel Alcázar van Segorbe, provincie Castellón, autonome gemeenschap van Valencia, was een enorm complex dat meer dan duizend jaar de residentie was van heren, hertogen en koningen.

### Buiten Spanje
Buiten Spanje, in Palermo, Sicilië, komt de Cassaro overeen met de Punische nederzetting Zis, op hoge grond die opnieuw werd versterkt door de Arabieren en bekend staat als al-qaṣr en verder werd uitgebreid als de plaats van het latere Normandische paleis.
Het voormalige koloniale paleis in Santo Domingo, oorspronkelijk gebouwd voor de zoon Diego van Christoffel Columbus in 1509, staat algemeen bekend als het Alcázar de Colón ("Alcázar van Columbus") en is gebouwd in de Andalusische stijl.